# Catolaccus kumatshjovi
Catolaccus kumatshjovi är en stekelart som beskrevs av Dzhanokmen 1980. Catolaccus kumatshjovi ingår i släktet Catolaccus och familjen puppglanssteklar.
Artens utbredningsområde är Kazakstan. Inga underarter finns listade.